# Звёздочка (собака-космонавт)
Звёздочка — собака-космонавт, выведенная на орбиту Земли 25 марта 1961 года космическим кораблём «Восток-3КА-2» и успешно завершившая полёт. Официальное название летательного аппарата — «Спутник-10».
Это был последний полёт космического корабля с животным на борту перед запуском человека в космос.

## История
Первоначальной кличкой собачки была Удача, однако из-за суеверия было решено назвать её Звёздочкой. В полёт Звёздочку провожали будущие космонавты, в том числе Юрий Гагарин и Герман Титов.

### Цель и задачи
Целью полёта являлось доказательство успешного функционирования всех систем космического аппарата и наземных служб.
Задачами полёта стали отработка конструкций и систем, предназначенных для обеспечения жизнедеятельности человека при его полёте в космическом пространстве и возвращении на Землю, а также изучение воздействия различных факторов на живые организмы в условиях пребывания в космосе на околоземной орбите.

### Полёт, приземление и поисковые работы
Запуск советского космического корабля «Спутник-10», состоялся 25 марта 1961 года.
Кроме собаки Звёздочки, в капсуле корабля находились и другие подопытные биологические объекты, а также манекен космонавта Иван Иванович. Почти через два часа полёта корабль был сведён с орбиты и во время спуска от него отделилось (катапультировалось) кресло будущего космонавта с манекеном.
Приземление ожидалось в районах Куйбышева, Ижевска и Перми. С утра 25 марта 1961 года в Ижевский аэропорт прибыли поисковые группы из Москвы. Спускаемый аппарат с собакой Звёздочкой приземлился 25 марта 1961 года вблизи деревни Карша в Фокинском районе Пермской области (ныне деревня Карша входит в Чайковский городской округ Пермского края). Из-за плохих погодных условий из аэропорта Ижевска вместо поисковой группы на самолёте Ли-2 на поиски вылетел ижевский лётчик Лев Оккельман на самолёте Як-12 с двумя сотрудниками КГБ. Именно Оккельман обнаружил спускаемый аппарат с контейнером, где находилась Звёздочка. Поисковая группа прилетела на следующий день, когда погода улучшилась.
Звёздочка оставалась некоторое время в аэропорту Ижевска. По свидетельству Льва Оккельмана, сотрудники аэропорта целый день ходили смотреть на собаку-космонавта. Звёздочку увезли через некоторое время в Москву, но дальнейшая судьба её неизвестна. Манекен «Иван Иванович» нашли позже висящим на дереве на стропах парашюта. Кресло было также найдено, а крышку люка в скором времени подбросили в местный сельсовет.

### Итог
Успешный полёт «Востока 3КА-2» с манекеном и биологическими объектами на борту стал завершающей проверкой советского космического корабля перед первым полётом человека в космос
Звёздочка не была последней собакой, отправленной в космос: в 1966 году совершили длительный орбитальный полёт собаки Ветерок и Уголёк.

## Память

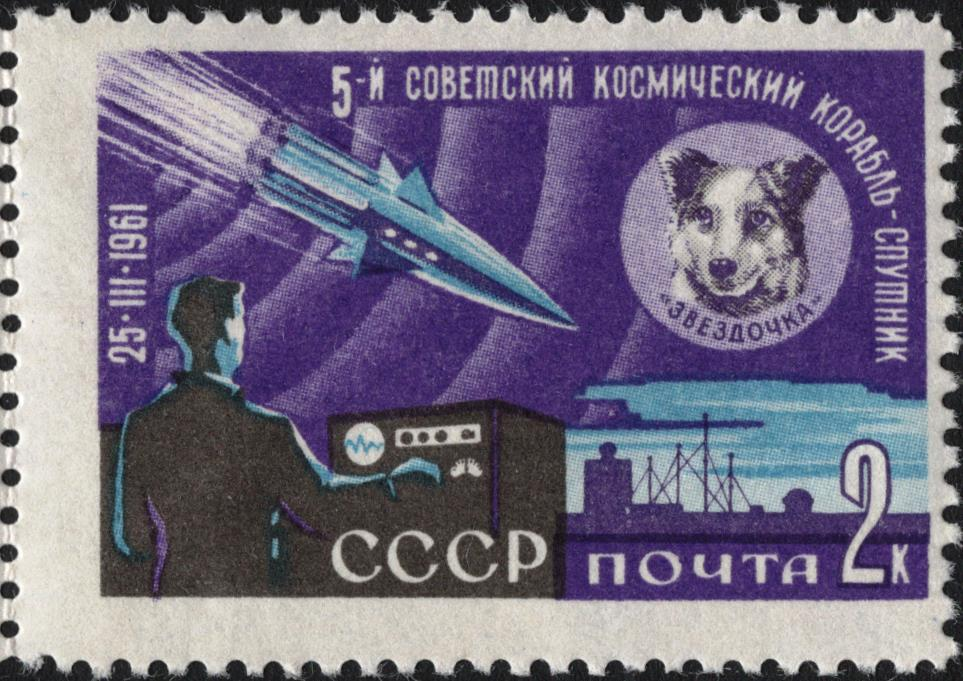
Памятная марка, посвящённая полёту корабля «Спутник-10»

- На месте приземления спускаемого аппарата корабля «Восток», в котором находился манекен человека по имени Иван Иванович и собака Звёздочка, установлен памятник.
- В Ижевске в сквере на улице Молодёжной 25 марта 2006 года был открыт памятник собаке-космонавту Звёздочке, отлитый из чугуна в г. Чайковском[4].
- В 1961 году была выпущена почтовая марка СССР, посвящённая полёту корабля-спутника со Звёздочкой на борту.
- Также почтовая марка, посвящённая собакам-космонавтам, в числе которых и Звёздочка, была выпущена в Болгарии.